# Ян Самуель Ожґа
Ян Самуель Ожґа (пол. Jan Samuel Ożga; бл. 1680 — перед 19 квітня 1756, Львів) — польський шляхтич, римо-католицький релігійний діяч, латинський єпископ київський, чернігівський.

## З життєпису

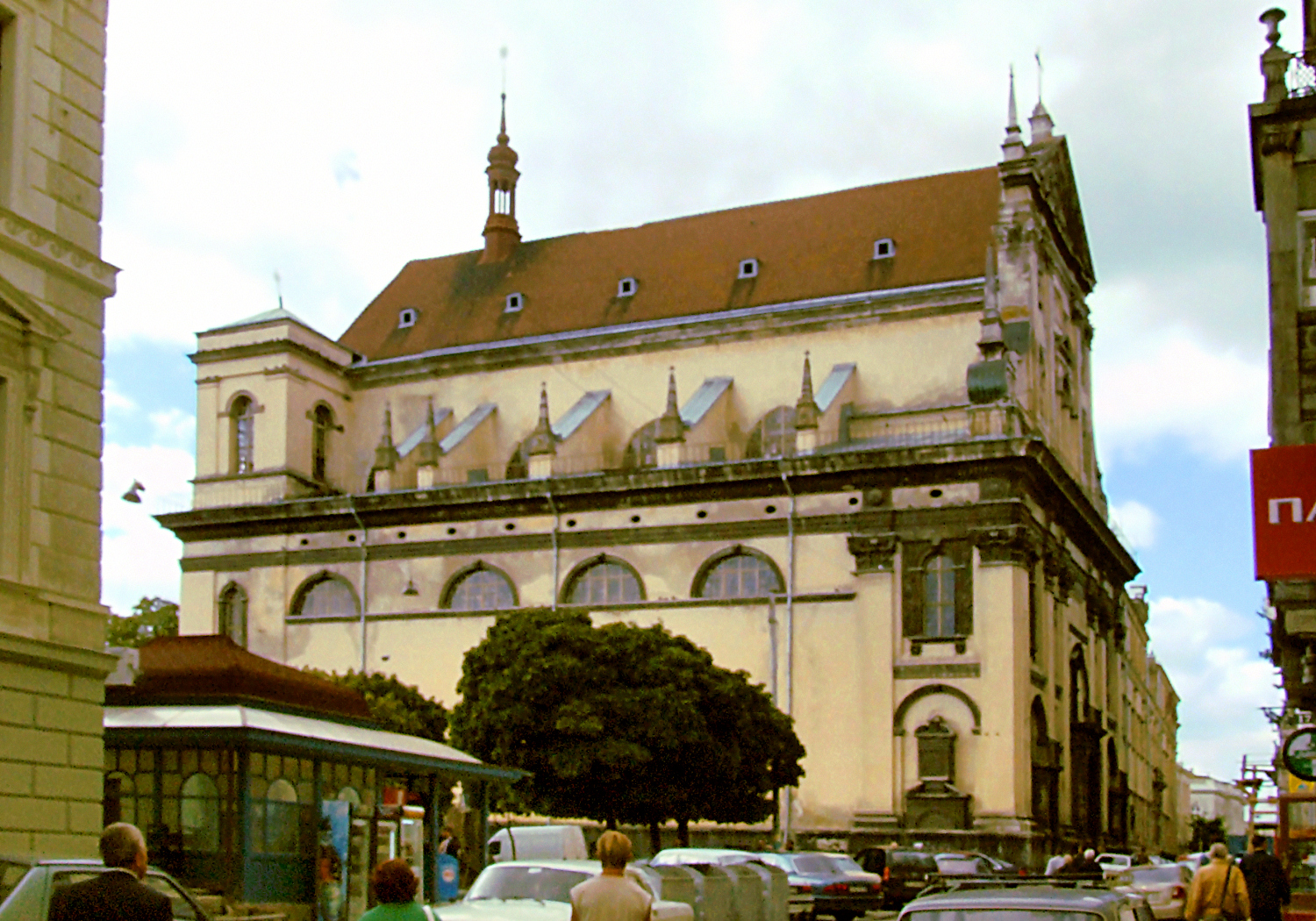
Костел єзуїтів (Львів)

Народився, за одними даними, близько 1680 року; за іншими, 1683-го у Львові. Син львівського підчашого, власника маєтку Милятин Єжи Ожґи та його дружини — львівської хорунжанки Катажини Анни з Сокольніцьких. Мав брата Анджея — очільника єзуїтських шкіл у Львові.
Закінчив єзуїтський колегіум у Львові, невідомо, чи навчався в університеті. Близько 1704 року отримав свячення капланське у Львові. Був капланом Львівської архидієцезії. 25 серпня 1706 року отримав пралатуру-схоластію в Холмській капітулі РКЦ (1 січня 1707 року — інсталяція (входження на посаду)). Брав участь в засіданнях капітули; як її делегат — учасник сеймів, Люблінського трибуналу, наглядач холмського консистора РКЦ, посол до короля Авґуста ІІ. Перед 1712 роком став каноніком греміальним, перед 1718 роком — препозитом митрополичої капітули РКЦ у Львові. Після смерті єпископа Теодора Вольфа (пол. Teodor Wolff) 5 травня 1712 року обраний адміністратором Холмської дієцезії РКЦ (керував до 20 серпня 1713 року — моменту входження на посаду єпископа Кшиштофа Шембека). 1 січня 1713 року отримав посаду пробоща в Ухані. Перед 1722 року став пробощем в Сокалі, Наброжі (Холмська дієцезія).

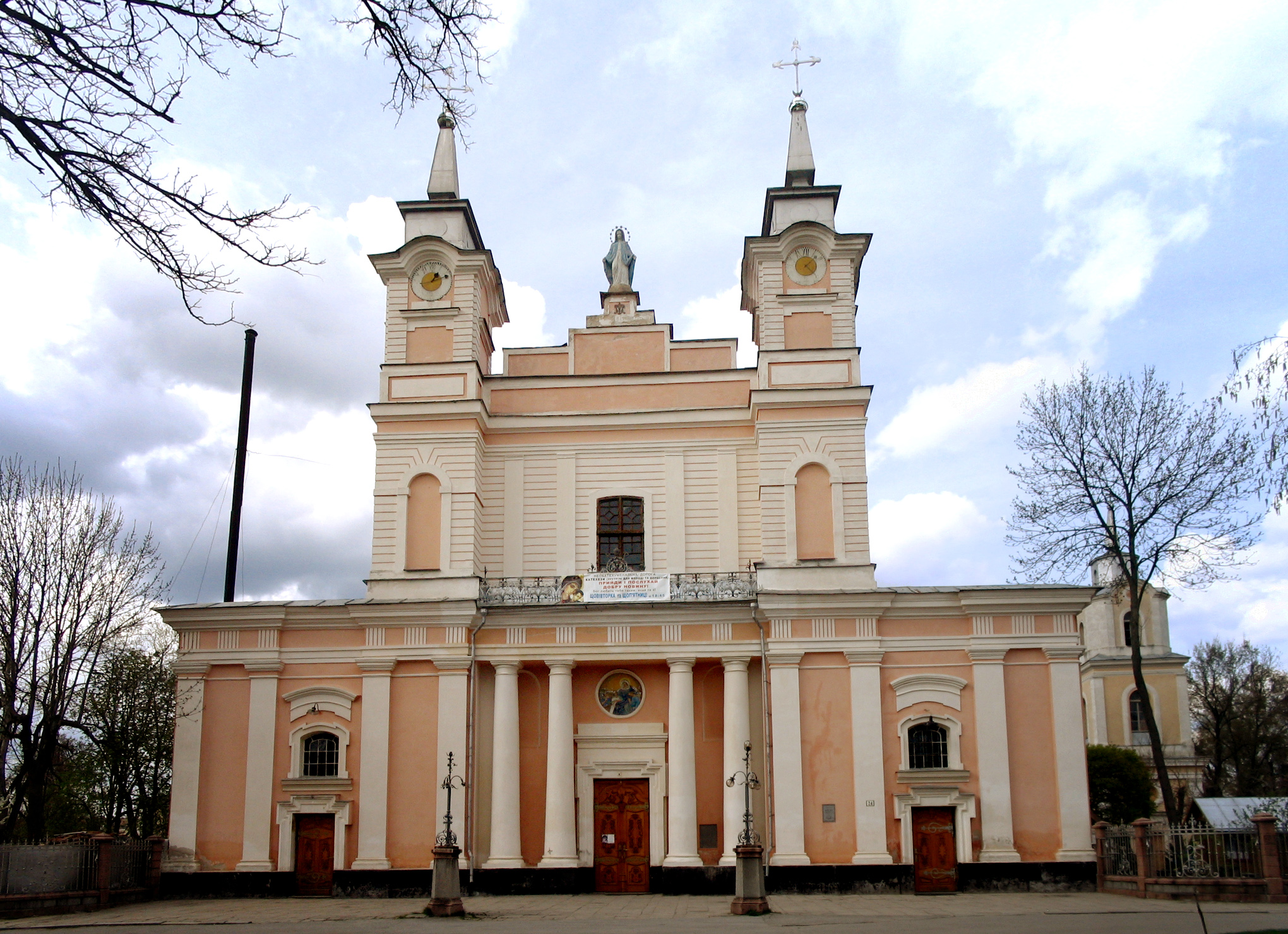
Костел святої Софії, Житомир

7 грудня 1722 року король Август ІІ призначив київським та чернігівським єпископом РКЦ, що підтвердив Папа Інокентій ХІІІ 27 вересня 1723 року. Оскільки не був доктором наук, отримав папську диспенсію. Також продовжував бути препозитом у Львові, пробощем Сокаля, Наброжі, Острогу. На постійне місцеперебування переніс резиденцію київських єпископів (1724), катедральної капітули (1726) до Житомира, що підтвердив Папа Бенедикт XIV буллі від 15 вересня 1745 року. Організував капітулу (7 пралатур, 9 каноній), для якої вистарав римські привілеї (1745). Сприяв будівництву дерев'яної катедри в Житомирі; після її спалення — мурованої катедри Святої Софії, якій надав багаті фундуші для літургійного начиння, органу, посвятив 1745 року. Фундував колегіум вікаріїв при катедрі (26000 злотих польських), доходи менси біскупської підняв до 70000. Збільшив кількість парафій з 7-ми до 21, поділив дієцезію на три деканати (Житомир, Овруч, Фастів). Утворив посаду єпископа-помічника для дієцезії (1733 року; ним був, зокрема, у 1749—1756 роках Каєтан Солтик). Брав участь у похороні короля Августа ІІ (1733), під час безкоролів'я був прихильником кандидатури Станіслава Лещинського. В 1748 році мав хворобу ніг, не міг ходити.
Сприяв відновленню костелу в Ухані, реставрації костелу єзуїтів у Львові після пожежі 1734 року.
Помер перед 19 квітня 1756 у Львові. Був похований у костелі єзуїтів цього міста. 1784 року Фелікс Чацький організував у Житомирі урочисту церемонію похорону єпископа.

## Вшанування
У латинській катедрі Житомира є присвячена йому пам'ятна таблиця.